# فریدریش فرانتسل
فریدریش فرانتسل (آلمانی: Friederich Franzl؛ زادهٔ ۶ مارس ۱۹۰۵) یک بازیکن فوتبال اهل اتریش است.
وی همچنین در تیم ملی فوتبال اتریش بازی کرده است.